# Kristin Husøy
Kristin Husøy (Trondheim, 2 april 2001) is een Noors zangeres. Met het nummer Pray for me nam ze deel aan de Noorse Melodi Grand Prix 2020.

## Biografie
Husøy groeide op in Trondheim. Sinds de eerste klas leerde ze zichzelf gitaar spelen. Ook speelt ze piano. Op de middelbare school had ze muziek als keuzevak.
Na haar middelbareschooltijd te hebben afgerond ging Husøy zich een jaar focussen op muziek. In 2019 deed ze mee aan The Voice – Norges beste stemme, de Noorse versie van The Voice op TV 2. Een jaar later volgde een deelname aan Melodi Grand Prix 2020, de Noorse preselectie voor Eurovisiesongfestival 2020. Ze trad hier aan met het nummer Pray for me dat werd geschreven in Nederland door Galeyn Tenhaff, Marcia Thadea Angèle Sondeijker, Roel Rats en Neil Hollyn.  Ze wist op 25 januari 2020 vanuit haar halve finale door te stoten naar de finale na de groep Sie Gubba te hebben verslagen in een rechtstreeks duel. In de finale op 15 februari 2020 in Trondheim eindigde Husøy op de tweede plaats achter winnares Ulrikke Brandstorp.

## Discografie

### Singles
- 2020: Pray for me
- 2021: Love on the brain